# Front Neully
Front Neully – jedno z dwóch zgrupowań, na jakie zostały podzielone siły Komuny Paryskiej (drugim był Front Issy).
Front zajmował pozycje w północnej i północno-zachodniej części Paryża.